# Royal Albert Hall
A Royal Albert Hall hangversenyterem Londonban, a South Kensington negyedben. Leginkább az 1941 óta évenként itt megrendezett nyári Proms koncertekről híres.

## Története
Mióta 1871-ben Viktória királynő megnyitotta, számos különböző műfaj legkiválóbb művészei léptek fel itt, és a koncertterem az Egyesült Királyság egyik legjellegzetesebb és legmegbecsültebb épületévé vált. Évente több mint 350 eseménynek ad otthont, többek között komolyzenei, pop- és rockkoncerteknek, balett-, opera- és sportbemutatóknak, díjkiosztóknak, iskolai és közösségi eseményeknek, jótékonysági rendezvényeknek és banketteknek.
Az objektum eredetileg a The Central Hall of Arts and Sciences (Központi Művészeti és Tudományos Székház) nevet kapta volna, de Viktória királynő ezt Royal Albert Hall of Arts-ra (Királyi Albert Művészeti és Tudományos Székház) változtatta az alapkő letételekor elhunyt férje, Albert herceg emlékére.
A belső elrendezést a görög-római színházakhoz (amfiteátrumokhoz) hasonlóan oldották meg. Legmagasabb pontja 41 méteren van. Az épületben korábban több mint 9000 ember férhetett be, napjainkban a biztonsági előírások miatt ez a szám nem éri el a hatezer főt.
1968-ban itt rendezték meg az Eurovíziós Dalfesztivált.

## Képgaléria

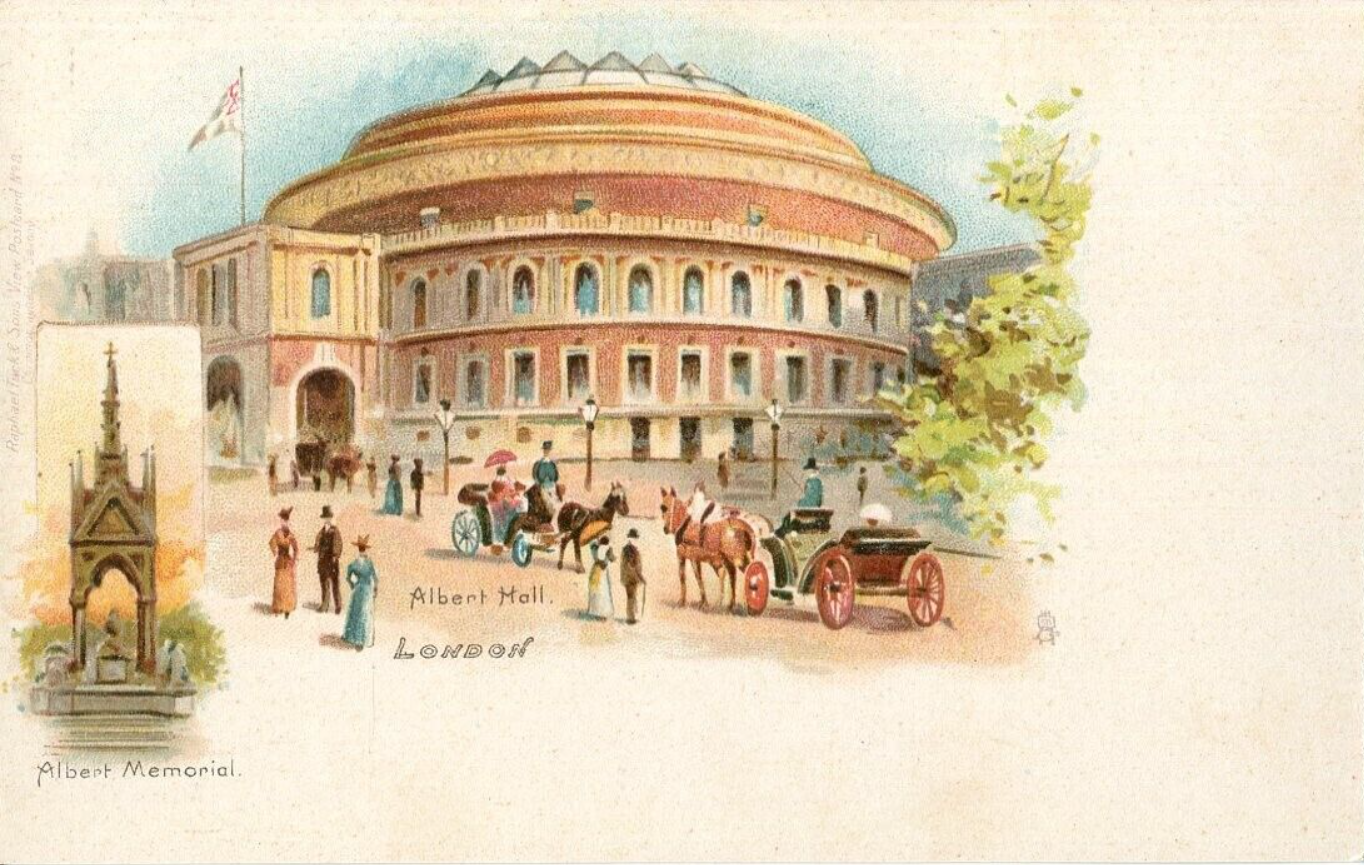
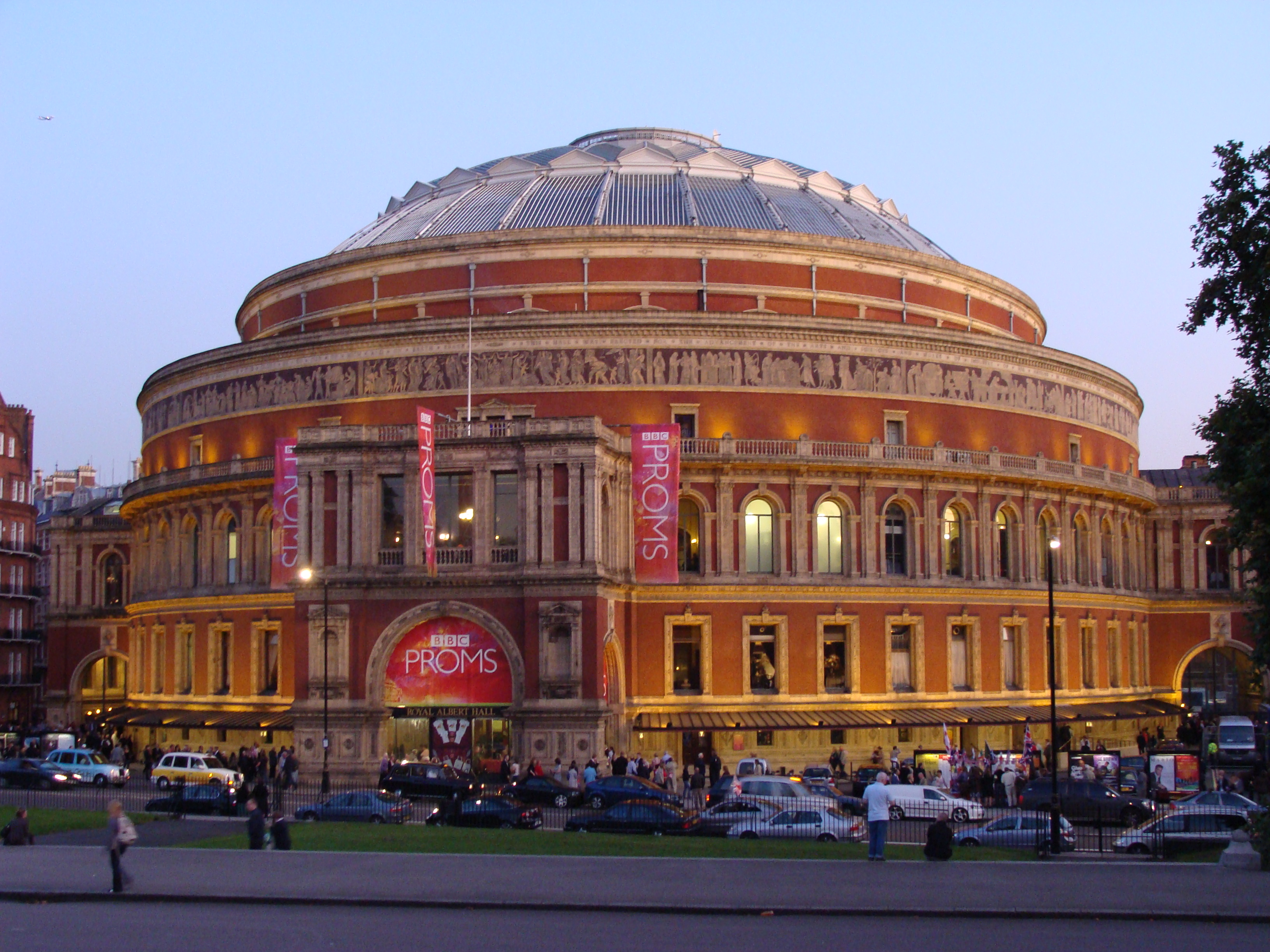
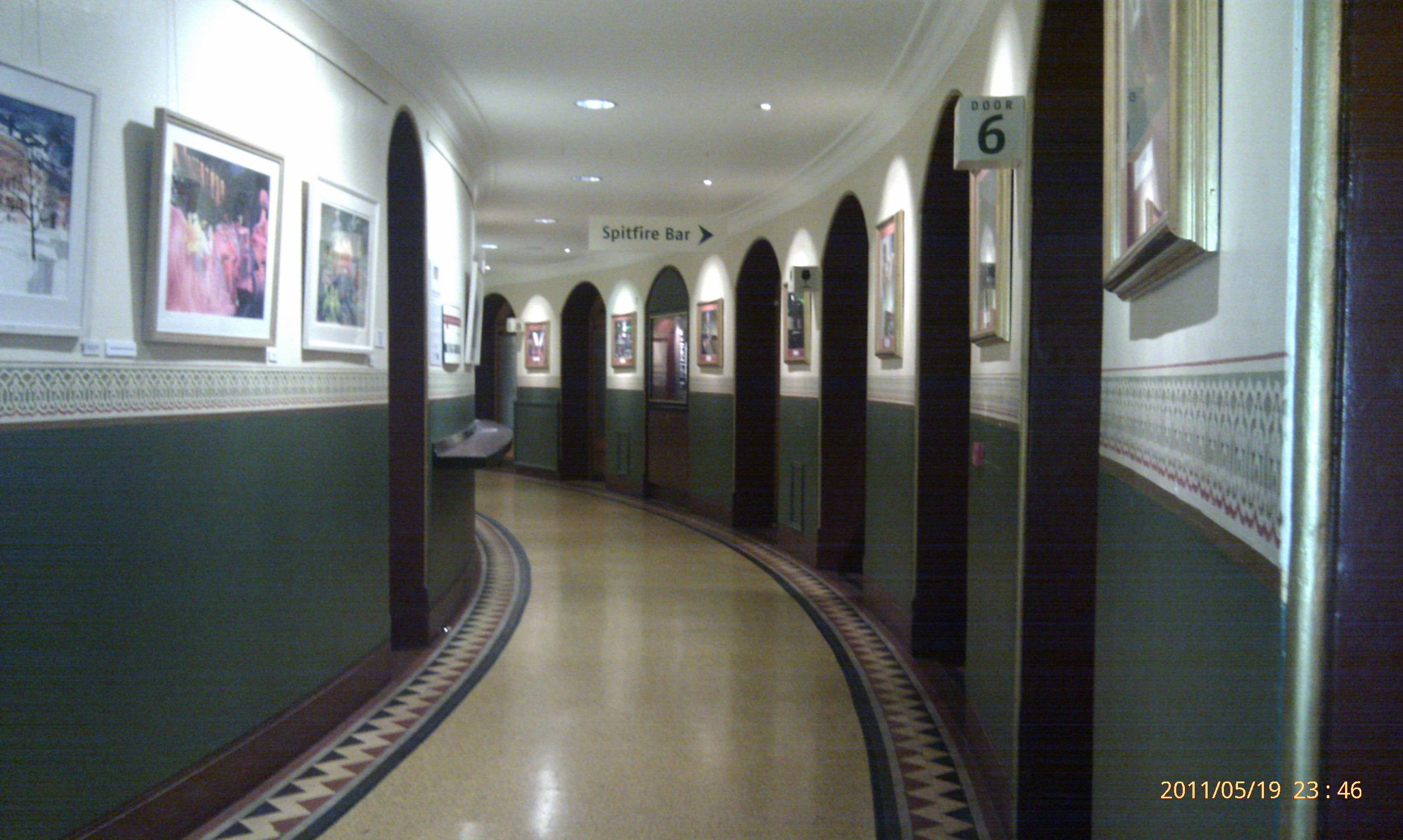
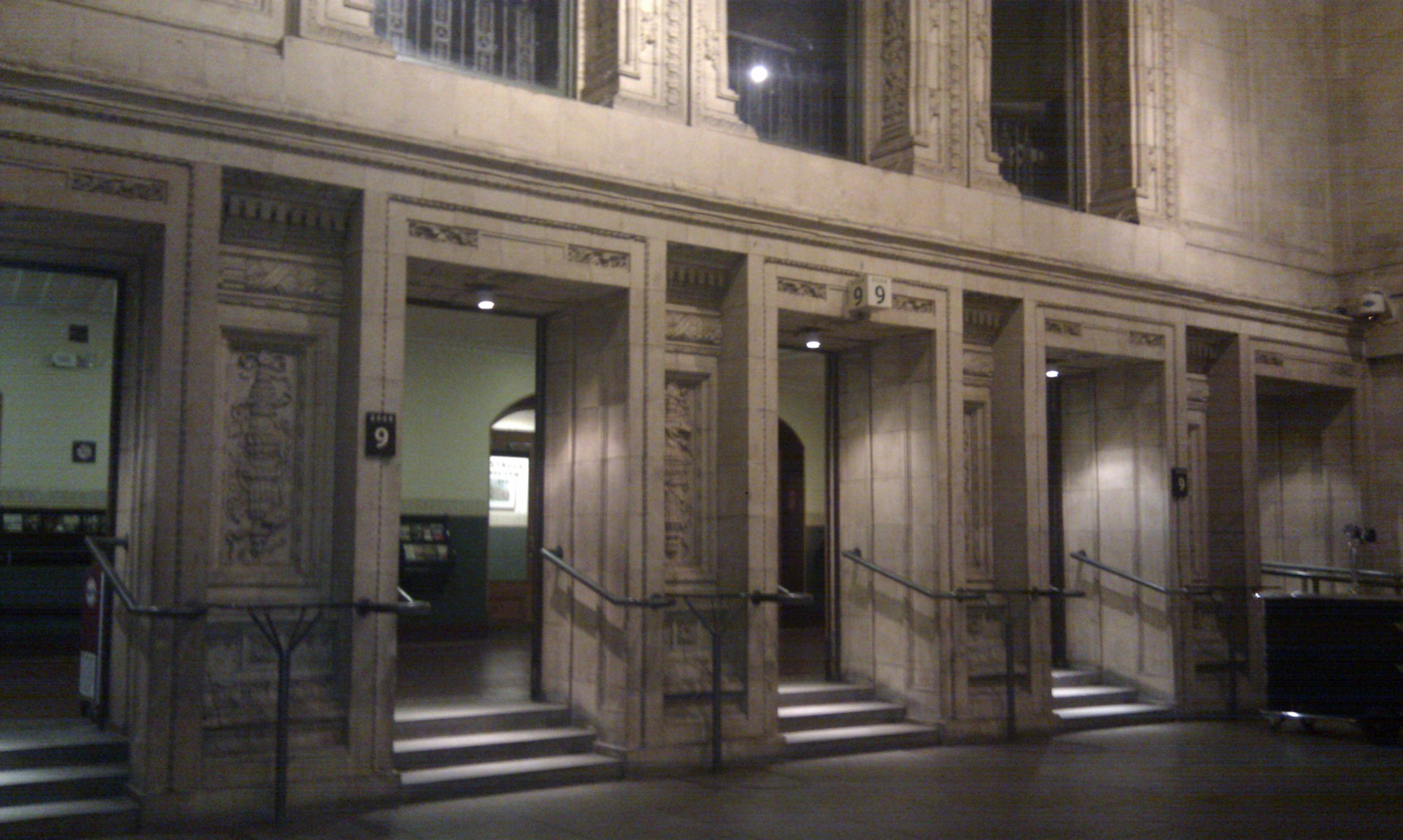
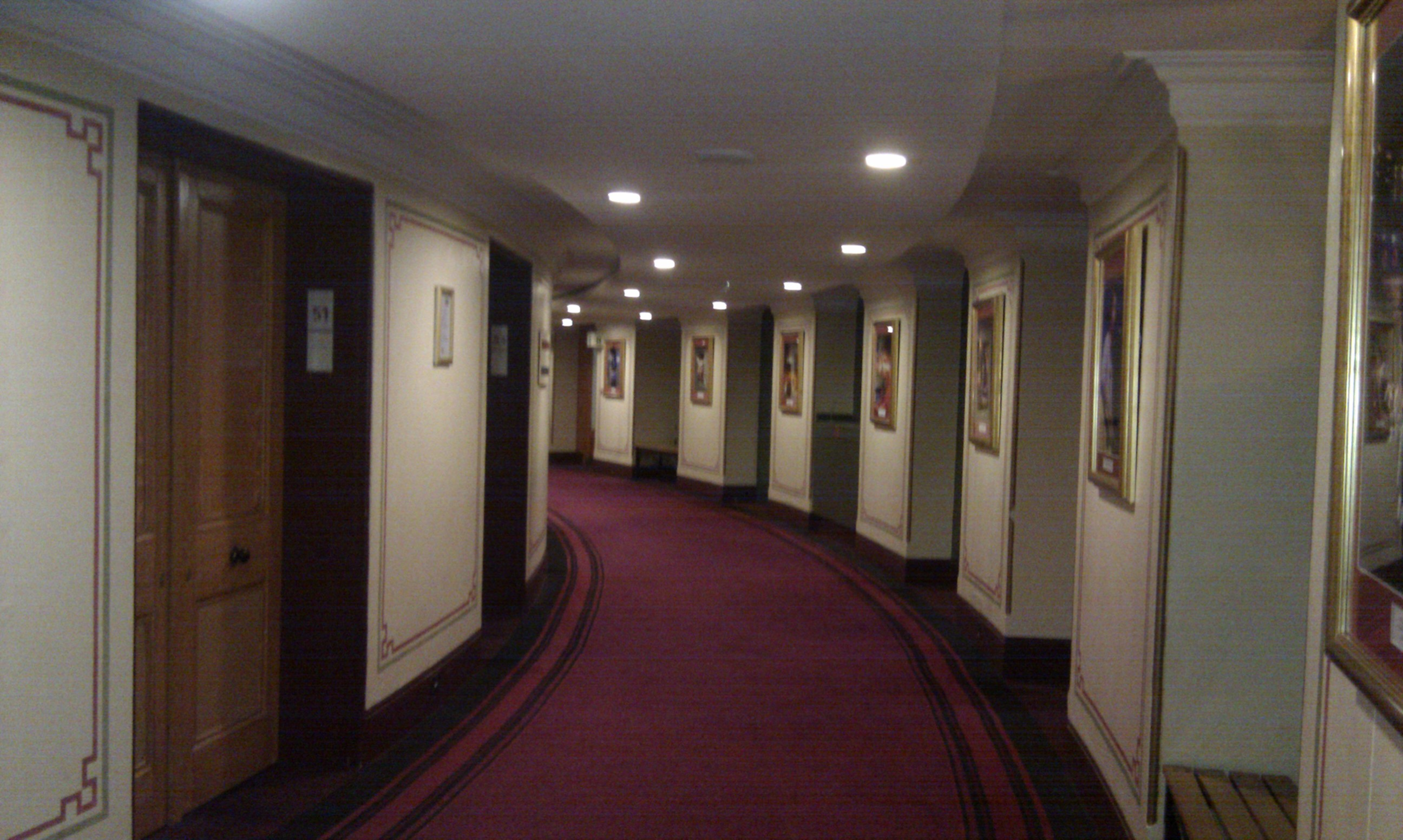

## Fordítás
- Ez a szócikk részben vagy egészben  a   Royal Albert Hall című angol Wikipédia-szócikk fordításán alapul.  Az eredeti cikk szerkesztőit annak laptörténete sorolja fel. Ez a jelzés csupán a megfogalmazás eredetét és a szerzői jogokat jelzi, nem szolgál a cikkben szereplő információk forrásmegjelöléseként.

## Külső hivatkozások
- Official site with timeline
- Read a detailed historical record about the Hall
- Architecture of the Hall from the Royal Institute of British Architects
- Royal Albert Hall a Structurae weboldalán
- Royal Albert Hall Survey of London entry
- Albert Hall (Victorian London)